# 大久保花梨
大久保 花梨（おおくぼ かりん、1997年12月22日 - ）は、佐賀県鳥栖市出身の女子競輪選手。現姓、坂本。日本競輪選手会福岡支部所属、ホームバンクは久留米競輪場。選手登録番号15231。日本競輪学校（当時。以下、競輪学校）第112期生。師匠は藤田剣次（85期）。

## 経歴
両親がともに警察官であり柔道をやっていた縁で、自身も4歳から柔道を始める。柔道はのちに嫌気が差してしまい辞めたが、中学生になると、弟が行ったラグビー体験教室について行った流れで、ラグビーをやっていた。
中学3年生のとき、母親が営んでいる整骨院に小林優香の祖母が来院。その時母親が小林優香の祖母からガールズケイリンを勧められたことで、両親からガールズケイリンを勧められる。高校進学先を考えていた時に、出身校である祐誠高等学校に自転車競技部があることを父親から教えてもったことがきっかけで、同校入学後に自転車競技を始める。3年生の時にはタイで行われたアジア選手権の女子ジュニア500mタイムトライアルで3位となるなど実績を積む。高校生の時から既に久留米競輪場でも練習をさせてもらっており、ちょうどこの時一緒に練習した小林優香や児玉碧衣が競輪選手を目指し練習していたのを知り、自身も競輪選手になる決意をする。
競輪学校の入学試験は技能試験で受験し合格、競輪学校には第112期生として入学。同期には梅川風子、太田りゆ、鈴木美教、内村舞織、加藤恵らがいる。競輪学校時代は1着40回で在校成績は1位、そして卒業記念レースでは予選3レース全てを1着で決勝に進出するも、決勝は4着に終わる。 
2017年7月9日、松戸競輪場でデビュー。デビュー場所では予選を5着・2着として決勝に進出するも、決勝では接触で落車した上に他車を落車させたことで失格となる。デビュー2場所目の久留米でも予選を2着・2着として決勝に進出するも、決勝4着。初勝利は3場所目となる8月5日の高松FI初日第6レース。初優勝は9月30日の福井FII。
2018年は、ガールズケイリンコレクション5月開催（平塚ステージ）の出場権を賭けたコレクショントライアルに選考順位第16位で選出され、1月のC組（奈良）では決勝2着となり、デビューから1年足らずで早くも鈴木美教とともに112期生として初めて特別競走（当時はガールズケイリンGI導入前）の出場権を獲得する。だが、3月11日からの地元・久留米FIで初日レース後に携帯電話を宿舎に預け忘れていたことが発覚、即日帰郷となった（詳細は後述）。後日、JKAから4月から5月にかけて2か月間の出場停止処分が下されたため、ガールズケイリンコレクション初出場は幻と終わる（同レースは繰り上がりで内村舞織が出場）。ただ、7月のガールズケイリンフェスティバル（松戸）にも出場予定選手として選出されていたため、これが特別競走初出場となった（予選敗退）。
2019年は、4月に行われた、この年から始まった特別競走の新人女王戦「ガールズ フレッシュクイーン」（高知）に出場、梅川風子に次いで2着となる。その他の特別競走では、コレクションには3開催いずれも出場できなかったが、フェスティバルは2年連続で出場し決勝に進出、6着となる。
2020年は、5月の静岡ステージ出場権を賭けた1月末のトライアルレースB組（静岡）で決勝3着となり、2年ぶりにコレクション出場権を手にするも、第74回日本選手権競輪の中止により静岡ステージも中止となり、またもコレクション初出場を逃してしまう。だが、8月の名古屋ステージ出場権を賭けたファン投票「ガールズケイリン総選挙」では第11位に入ったことでアルテミス賞レースに出場することが決定、これがコレクション初出場となった（結果3着）。なお、中止となった静岡ステージについては、9月の共同通信社杯競輪最終日に伊東温泉ステージとして代替開催されることとなったため、そのまま同ステージ出場予定選手として選出された（結果3着）。また、この月に結婚し11月6日付けで坂本姓に改姓したが、以降もレースでは従来通り旧姓である大久保花梨の登録名で出場している。
妊娠したため2023年5月から産休に入り、2024年1月11日に長女を出産。当初は2025年1月からの復帰を計画していたが、師匠ら周囲から「もう行ける」と言われたことや、復帰試験にも合格したことで予定を早め、2024年8月16日からの武雄FII（モーニング）で復帰。その復帰後初の開催で優勝し、「ママさんレーサー」としては加瀬加奈子、長澤彩に次いで3人目の優勝経験者となった。それ以降も復帰2場所目の熊本FIでは決勝戦2着、さらに3場所目の久留米FIと4場所目の佐世保FI（2着入線も繰り上がり）では連続して優勝を果たしている。

## エピソード
- 辛い料理が好きで、本人のおススメは辛麺屋桝元の激辛ラーメン『元祖辛麺』[3]。
- 2018年3月11日、あっせんされた地元・久留米での開催初日、別の選手が駐車場を通りかかった際に、停めてあった大久保の車に携帯電話が放置されているのを発見する。大久保は地元開催であったためマイカーで駆け付けたのだが、車内に置いてあった携帯電話を宿舎に預け忘れたため、管理秩序違反で規約により出場契約が解除され即日帰郷となった。のちの調査で、この携帯電話は通信会社との契約はなされておらず通話できる状態にはなく、普段から音楽プレーヤーの代わりとして使用していたことが判明。本人は八百長などの不正行為には一切加担してはいなかったが、携帯電話は通信機能の有無を問わず必ず宿舎に預けなければならない決まりのため[17]、それを怠ったとして即日帰郷となった[9][18]。正式な処分が決定するまではあっせん保留となり、のちに2か月間の出場停止処分が下された（あっせん保留期間と合わせると、実質3か月間の出場停止処分となった）[10]。